# Viliano Tarabella
Viliano Tarabella (Giustagnana, 1937 – Camaiore, 2003) è stato uno scultore italiano.

## Biografia
Nato a Giustagnana, frazione di Seravezza, in una famiglia di lizzatori nelle locali cave di marmo. Di sé amava raccontare di essere "nato dentro il marmo": infatti a tredici anni inizia già ad apprendere il mestiere di scultore nel laboratorio dell'amico e letterato Garibaldo Alessandrini a Querceta dove studia, tra gli altri, anche Enzo Nenci, approfondendo poi i suoi studi nei laboratori artigianali della Versilia,
Nel 1957, ventenne, decide di vivere a Parigi, dove conosce Louis Dideron e Jean Arp e collabora nei loro studi fino al 1966. Ben presto inizia ad elaborare esclusivamente proprie sculture, che realizza soprattutto in marmo o in bronzo, nelle quali arriva ad una personale e autonoma espressività formale.
Nel 1960 apre un proprio studio nella comunità della Ruche dove vive e lavora assieme a molti esponenti delle avanguardie storiche.
La sua prima esposizione è nel 1965 al Salon de la Jeune Sculpture a Parigi. Espone ancora poi al Salon de Mai nel 1970 e nel 1983, al Salon d'Automne nel 1971 e nel 1981, alla FIAC nel 1982, alla Triennale Européenne de Sculptures. Consegue il premio Florence Goult e realizza il trofeo Victoire de la Musique nel 1985 e nel 1996..
Negli anni seguono molte personali in Francia, Belgio e Germania.
Nel 1972 vince il concorso per la realizzazione di un'opera alla clinica Sobleman e Blanc-Mesnil e nello stesso anno presenta la sua prima personale alla Galerie Kriegel.
Riceve molte commesse pubbliche, soprattutto in Francia.
In Italia espone per la prima volta nel 1973 a Lucca e tiene poi numerose altre personali soprattutto in Toscana.
Al lavoro nel suo studio di Parigi alterna soggiorni in Versilia dove realizza le sue opere di maggiori dimensioni in vari laboratori (Giorgio Angeli e Marco Giannoni, lo Studio Sem, le Fonderie Tesconi e Tommasi).
Nel 2002 completa la collocazione dei marmi della Fontana del dialogo in piazza Garibaldi a La Spezia.
Muore a Lido di Camaiore nel 2003.

## Opere
- Eclosion, bronzo
- Balancelle, marmo
- Black Venus, 1976, bronzo

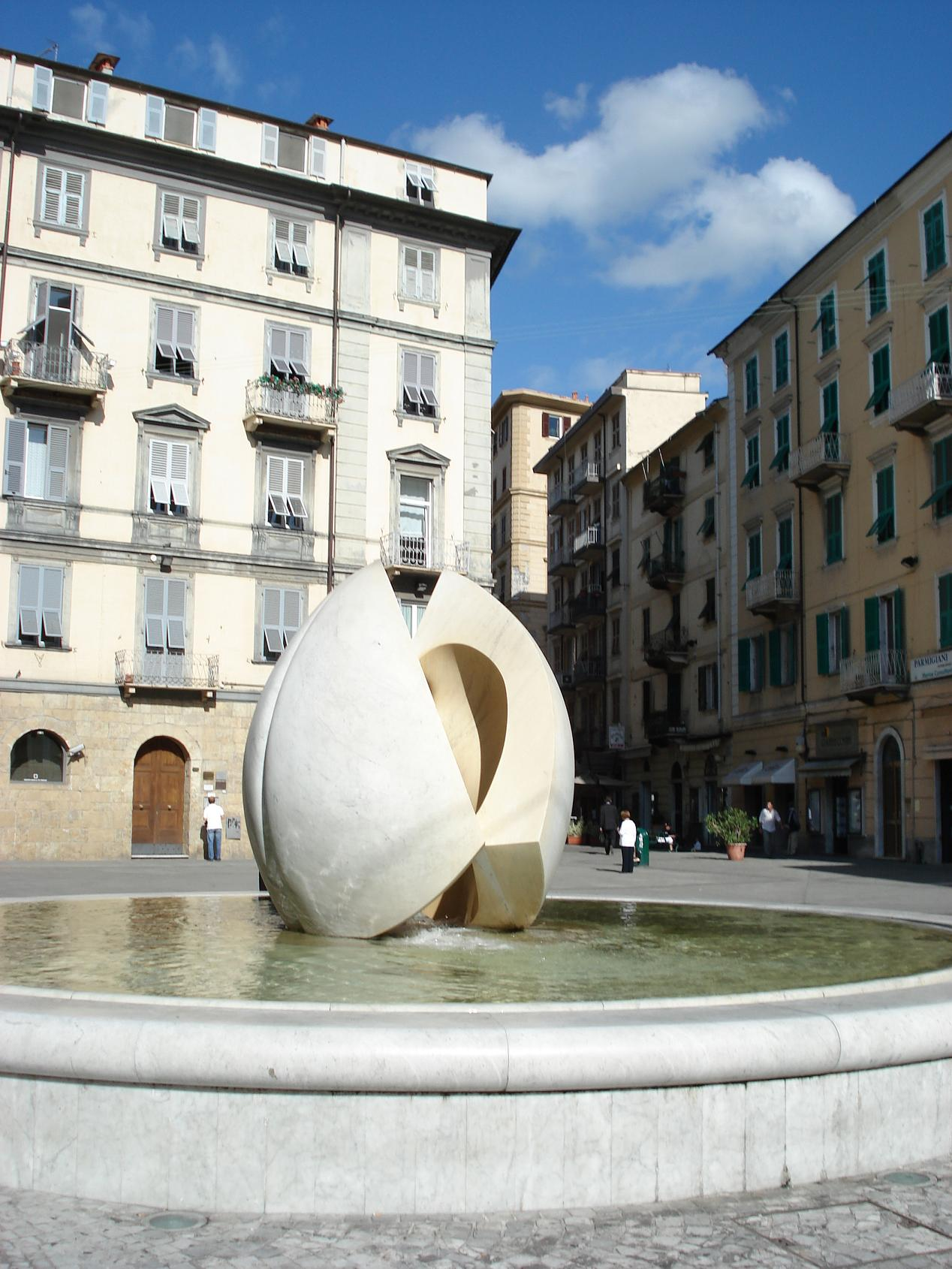
Fontana del dialogo (2002)
La Spezia, piazza Garibaldi

- Regard, 1980, marmo, Caisse des Depots, Parigi
- Femme fleur version II, 1985, marmo, Parco della scultura, Pietrasanta
- Le vele, per la Fontana del dialogo, 2002, marmo, La Spezia.